# Corre-soques del Roraima
El corre-soques del Roraima (Roraimia adusta) és una espècie d'ocell de la família dels furnàrids (Furnariidae) i única espècie del gènere Roraimia Chapman, 1929.

## Hàbitat i distribució
Habita boscos i matoll Bosc, matolls del sud de Veneçuela, oest de Guyana i l'adjacent nord del Brasil.